# 扁枝越桔
扁枝越桔（学名：Vaccinium japonicum var. sinicum）为杜鹃花科越桔属下的一个变种。

## 扩展阅读
- 維基物種上的相關：扁枝越桔